# Campo di pendenza

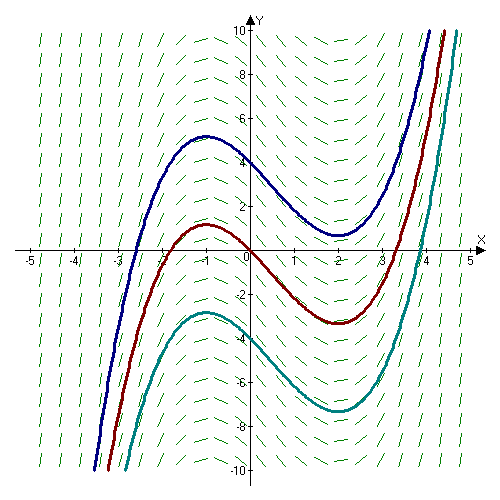
Il campo di pendenza di, con le linee blu, rosse e turchesi,, E, rispettivamente.

I campi di pendenza (chiamati anche campi di direzione) sono una rappresentazione grafica delle soluzioni di un'equazione differenziale del primo ordine di una funzione scalare. Le soluzioni di un campo di pendenza sono funzioni disegnate come curve solide. Un campo di pendenza mostra la pendenza di un'equazione differenziale a determinati intervalli verticali e orizzontali sul piano {\displaystyle x,y} e può essere utilizzato per determinare la pendenza tangente approssimativa in un punto su una curva, dove la curva è una soluzione dell'equazione differenziale.

## Definizione

### Caso generale
Il campo di pendenza può essere definito per il seguente tipo di equazioni differenziali
{\displaystyle y'=f(x,y)}
che può essere interpretato geometricamente come la pendenza della tangente al grafico della soluzione dell'equazione differenziale (curva integrale) in ogni punto (x, y) in funzione delle coordinate del punto.
Può essere visto come un modo creativo per tracciare una funzione a valori reali di due variabili reali {\displaystyle f(x,y)} come un'immagine planare. In particolare, per una data coppia {\displaystyle x,y}, un vettore con le componenti {\displaystyle [1,f(x,y)]} è disegnato al punto {\displaystyle x,y} sul piano {\displaystyle x,y}. A volte, il vettore {\displaystyle [1,f(x,y)]} è normalizzato per rendere il grafico più chiaro alla vista dell'occhio umano. Un set di coppie {\displaystyle x,y} che formano una griglia rettangolare è tipicamente utilizzata per il disegno.
Una isoclina (una serie di linee con la stessa pendenza) viene spesso utilizzata per integrare il campo di pendenza. In un'equazione della forma {\displaystyle y'=f(x,y)}, l'isoclina è una linea nel piano {\displaystyle x,y} ottenuta ponendo {\displaystyle f(x,y)} uguale a una costante.

### Caso generale di un sistema di equazioni differenziali
Dato un sistema di equazioni differenziali,
{\displaystyle {\begin{aligned}{\frac {dx_{1}}{dt}}&=f_{1}(t,x_{1},x_{2},\ldots ,x_{n})\\{\frac {dx_{2}}{dt}}&=f_{2}(t,x_{1},x_{2},\ldots ,x_{n})\\&\;\;\vdots \\{\frac {dx_{n}}{dt}}&=f_{n}(t,x_{1},x_{2},\ldots ,x_{n})\end{aligned}}}
il campo di pendenza è un vettore di segni di pendenza nello spazio di stato (in qualsiasi numero di dimensioni a seconda del numero di variabili rilevanti; ad esempio, due nel caso di una EDO lineare del primo ordine, come si vede a destra). Ogni indicatore di pendenza è centrato in un punto {\displaystyle (t,x_{1},x_{2},\ldots ,x_{n})} ed è parallelo al vettore
{\displaystyle {\begin{pmatrix}1\\f_{1}(t,x_{1},x_{2},\ldots ,x_{n})\\f_{2}(t,x_{1},x_{2},\ldots ,x_{n})\\\vdots \\f_{n}(t,x_{1},x_{2},\ldots ,x_{n})\end{pmatrix}}}
Il numero, la posizione e la lunghezza dei segni di pendenza possono essere arbitrari. Le posizioni sono solitamente scelte in modo tale che i punti {\displaystyle (t,x_{1},x_{2},\ldots ,x_{n})} creino una griglia uniforme. Il caso generale, descritto sopra, rappresenta {\displaystyle n=1}. Il caso generale del campo di pendenza per sistemi di equazioni differenziali non è di facile visualizzazione {\displaystyle n>2}.

## Applicazione generale
Con i computer, è possibile creare campi di pendenza anche complicati molto rapidamente, e quindi un'applicazione pratica trovata solo di recente è quella di usarli per avere un'idea di quale dovrebbe essere una soluzione prima che venga cercata una soluzione generale esplicita. Naturalmente, i computer possono anche risolverne solo uno, se esiste.
Se non esiste una soluzione generale esplicita, i computer possono utilizzare i campi di pendenza (anche se non vengono visualizzati) per trovare numericamente soluzioni grafiche. Esempi di tali algoritmi sono il metodo di Eulero, o meglio, i metodi di Runge–Kutta.

## Software per tracciare campi di pendenza
Diversi pacchetti software possono tracciare i campi di pendenza.
 Codice del campo di direzione in GNU Octave / MATLAB 
```
funn
 
=
 
@(
x
,
 
y
)
y
-
x
;
               
% function f(x, y) = y-x

[
x
,
 
y
]
 
=
 
meshgrid
(
-
5
:
0.5
:
5
);
          
% intervals for x and y

slopes
 
=
 
funn
(
x
,
 
y
);
              
% matrix of slope values

dy
 
=
 
slopes
 
./
 
sqrt
(
1
 
+
 
slopes
.^
2
);
      
% normalize the line element...

dx
 
=
 
ones
(
length
(
dy
))
 
./
 
sqrt
(
1
 
+
 
slopes
.^
2
);
 
% ...magnitudes for dy and dx

h
 
=
 
quiver
(
x
,
 
y
,
 
dx
,
 
dy
,
 
0.5
);
         
% plot the direction field

set
(
h
,
 
"maxheadsize"
,
 
0.1
);
          
% alter head size

```

 Esempio di codice per Maxima 
```
/* field for y'=xy (click on a point to get an integral curve). Plotdf requires Xmaxima */ plotdf( x*y, [x,-2,2], [y,-2,2]);
```

 Esempio di codice per Mathematica 
```
(* field for y'=xy *)

VectorPlot
[{
1
,
x
*
y
-5
x
},{
x
,
-2
,
2
},{
y
,
-2
,
2
}]

```

 Esempio di codice per SageMath 
```
var('x,y')
plot_slope_field(x*y, (x,-2,2), (y,-2,2))

```

## Esempi

y' = x/y
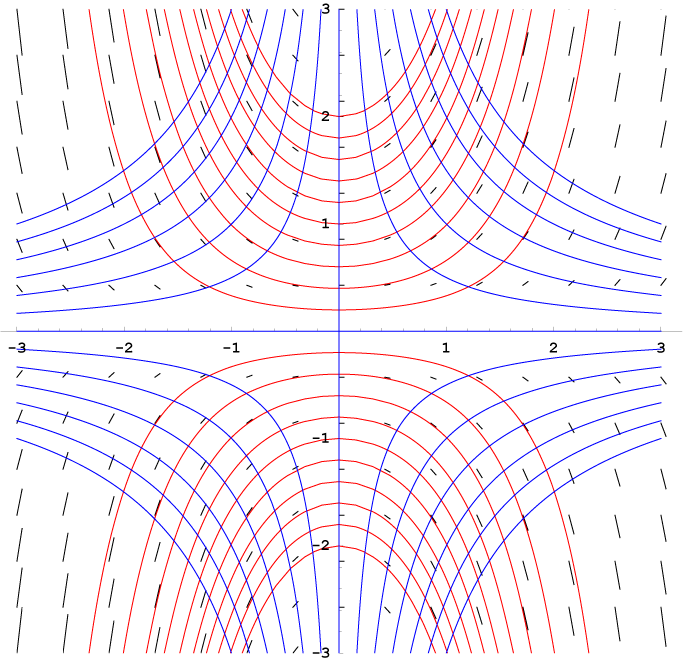
Isocline (blu), campo di pendenza (nero) e alcune curve di soluzione (rosse)